# Hans Faverey
Hans Antonius Faverey (Paramaribo, 14 september 1933 - Amsterdam, 8 juli 1990) was een Nederlands dichter van Surinaamse afkomst.
Hans Faverey was verbonden aan de faculteit psychologie van de Rijksuniversiteit Leiden als wetenschappelijk medewerker.

## Biografie
Het dichtwerk van Hans Faverey wordt vaak moeilijk genoemd, maar hijzelf bestreed dat: "zo moeilijk is het allemaal niet". Zijn eerste twee bundels werden weinig welwillend ontvangen. Desalniettemin ontving Faverey voor zijn debuutbundel de Poëzieprijs van de gemeente Amsterdam.
Na het verschijnen van de bundel Chrysanten, Roeiers in 1977 volgt vrij snelle acceptatie en canonisatie van de dichter Faverey. De beschouwingen over zijn werk nemen toe en kunnen in aantal (en aard) vergeleken worden met die over Gerrit Kouwenaar of Lucebert. Over deze omslag in waardering is zelfs een onderzoek gepubliceerd, dat consensusvorming onder literatuurcritici als belangrijke oorzaak aanmerkt voor de plotselinge waardering en niet het gestegen begrip voor de poëzie zelf. Die consensusvorming stond echter ook sterk in wisselwerking met de wijze waarop Faverey zichzelf presenteerde in interviews: daarin voerde hij zichzelf steevast op als een dichter in de autonomistische poëzietraditie.

## Privé
Faverey was getrouwd met de Kroatische dichter Lela Zečković. Na haar overlijden in 2018 werd de literaire nalatenschap van beide dichters overgedragen aan het Literatuurmuseum in Den Haag.
Faverey overleed op 8 juli 1990, nadat hij in oktober 1989 had gehoord dat hij ongeneeslijk ziek was. Hij werd op 14 juli 1990 begraven op begraafplaats Zorgvlied. Omdat niemand de grafrechten betaalde, is dat graf in 2023 geruimd.

## Prijzen
- 1969 - Poëzieprijs van de gemeente Amsterdam voor Gedichten
- 1977 - Jan Campert-prijs voor Chrysanten, roeiers
- 1990 - Constantijn Huygens-prijs voor zijn gehele oeuvre
- 2005 - Voor de vertaling van zijn boeken naar het Engels kreeg de vertaler Francis Jones de James Brockwayprijs.